# Chaumes

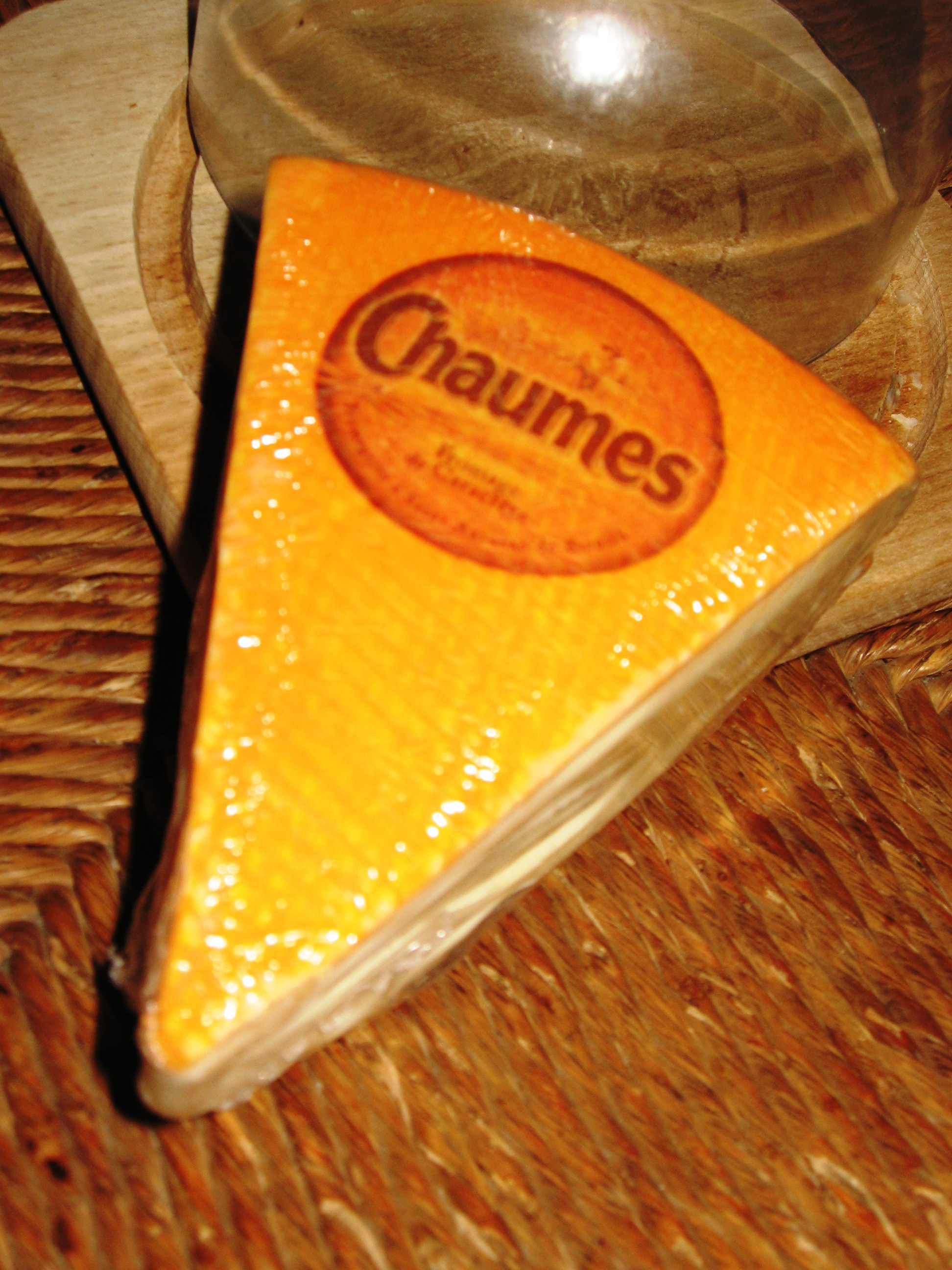
Chaumes

Der Chaumes ist ein milder französischer Käse, der aus pasteurisierter Kuhmilch industriell hergestellt und mit einem rustikalen Image vermarktet wird. Produzent sind die Fromageries des Chaumes (Savencia-Konzern, ehemals als Bongrain firmierend), einer der größten Käsehersteller Frankreichs, die Kuh- und Schafsmilchkäse sowie Blauschimmelkäse produzieren. Firmensitz und Produktionsstandort ist in der Region Aquitanien.
Der Chaumes reift lediglich vier Wochen und wird während dieser Zeit mit Flüssigkeiten geschmiert, die Rotschmierebakterien, vor allem Brevibacterium linens, enthalten. Durch Besiedelung mit den Rotschmierebakterien erhält er eine würzige, orange bis rotbraune, elastische Oberfläche, die leicht klebrig und grießig-körnig ist. Der Geschmack erinnert an Taleggio.
Normalerweise haben die Käselaibe einen Durchmesser von 20 bis 23 Zentimeter. Der Fettgehalt in der Trockenmasse beträgt 50 Prozent. Die Rinde ist gewaschen.